# 外港新填海區12地段公共辦公大樓
外港新填海區12地段公共辦公大樓（葡萄牙語：Escritórios para a Administração no Lote 12 no NAPE）是一座澳門特別行政區政府擁有的辦公大樓，位於澳門半島新口岸新填海區12地段，介乎光輝集團商業大廈與帝景苑之間，面積6,480平方米，興建兩座分別12層和21層的政府辦公大樓，並設4層地庫停車場，供政府部門辦公用途。目前該地段「基礎及地庫」工程已完成，而“上蓋”工程正在興建中。

## 沿革
2020年5月底，政府採取跨部門聯合行動，收回該幅國有土地。據收地前的規劃原用作興建23層高商住酒店，但因臨時批給期屆滿仍未利用。同年6月，因該地段有垃圾堆積的情況，市政署派人進行清理。當時有關地段內積存大量垃圾及廢棄品，為改善有關地點的衛生問題，市政署在取得工務部門同意後，派員進入該地段，清理近1.3噸的垃圾及積水容器。
2020年8月23日，土地工務運輸局就十三份規劃條件圖草案收集意見，當中「位於鄰近波爾圖街及柏嘉街之土地　外港新填海區－12地段(A2/G)」，該土地性質仍為租賃批地的近六千五百平方米，用作政府寫字樓。其受東望洋周邊限高批示限制，其近宋玉生廣場一側最大許可高度九十米，中間限高十三點六米，近天鑽大廈一側限高五十五米。
2020年11月16日，行政長官賀一誠發表上任後第二份施政報告，當中包括啟動12地段政府辦公樓項目的各項招標工作，加快推進上述項目建設，建成啟用後將基本解決政府長期租用商業辦公樓的問題。
2022年4月7日，外港新填海區12地段公共辦公大樓建造工程 - 基礎及地庫於公共建設局進行公開開標。經程序後有1份標書不被接納，其餘獲接納。工程造價介乎澳門幣4億7千4百多萬至澳門幣5億3千2百多萬，工期由692工作天至710工作天。為配合整體進度，本項目將採取「基礎及地庫」和「上蓋」分開招標。是次工程包括樁基礎及四層地庫結構，主要進行鑽孔灌注樁、圍護牆施工、土石方開挖及地庫混凝土結構建造工程，最長施工期為770工作天，預計2022年第三季動工，下階段工程為上蓋主體建築工程部分，現時相關設計正加緊進行中。
2022年11月，經濟財政司表示本大樓為新口岸政府合署第一座大樓，預料供行政法務和經濟財政範疇部門進駐。
2024年7月，外港新填海區12地段公共辦公大樓建造工程 - 上蓋工程進行公開開標，共收到24份標書。經開標程序後，所有標書被接納，工程造價介乎7億3千1百萬澳門元至8億8百多萬澳門元，施工總工期均為765工作天。項目佔地面積6480平方米，總建築面積約97550平方米，分別為12層及21層高的政府辦公大樓，並設4層地庫停車場，供政府部門辦公用途。至於項目的基礎及地庫仍在施工預計2025年首季完工。

## 事件及反應

### 司法訴訟
2020年4月2日及3日，終審法院及中級法院分別就七宗涉及行政長官宣告土地批給失效的案件及兩宗土地勒遷的案件作出了判決。其中第一宗案件涉及12地段土地的上訴被駁回，根據終審法院第7/2019號案合議庭裁決，判詞內容如下：

“第一宗案件(終審法院第7/2019號案)所涉土地位於外港新填海區，稱為地段12（A2/g），面積6,480平方米，承批人為Fomento Predial Golden Bowl, Limitada。土地租賃的有效期為25年，土地利用期為42個月。行政長官於2016年4月26日作出批示，以承批人未有在批給合同訂定的期限內履行利用土地的義務為由，宣告土地批給失效。”

### 中區社區服務咨詢委員會
2020年7月1日，中區社區咨詢委員會召開會議，有委員在議程前發言，建議利用區內已收回的閒置土地，落實興建新口岸街市和衛生中心。委員區穎晞表示，新口岸區已發展多年，惟該區的一些民生設施，如衛生中心和街市等規劃，遲遲未有落實；目前該區居民指出如要看診或保健，皆要前往塔石衛生中心，路途遙遠，只有少數巴士路線能直達，對長者或行動不便人士極為不便。委員盧定淦刞建議政府可利用近年於新口岸及皇朝區收回多塊閒置土地，重新規劃和興建民生設施，如街市、衛生中心和停車場等，以完善該區配套設施。但早在2016年，立法會會議有多位議員追問政府新口岸街市及衛生中心進度，當時的民政總署表示皇朝區街市要待新城填海區A區落成及搬遷設施後，才有空間條件興建。時隔已五年，新口岸興建街市問題，仍未有下文，之後再提上中區社區服務諮詢委員會會議議程。

### 城市規劃委員會
2020年9月16日，城市規劃委員會舉行第六次會議，審議22幅地段之用途，當中四幅是作用公共用途，其餘18幅為私人用途。其中在皇朝區柏嘉街新口岸天鑽對面涉及面積平方米的土地，當局提議改成為政府寫字樓設施，有委員則提倡，該政府設施可設公共停車場，因該區車位嚴重不足。就相關地段，有城規委員指，該區停車位已飽滿，提議政府可建設公共泊車位，且指出新口岸區社會設施不足，並問到政府有否設有青少年或長者活動中心。工務局局長陳寶霞回應相關問題時稱，指大樓會設有停車場並增加25%電單車泊車位；而交通事務局交通規劃及建設廳廳長鄺偉卓指需按實際情況來定訂，而就皇朝區來說，地質能否設較深的停車場，而該寫字樓是否可作公共停車場用，是後續問題。

### 立法會議員提書面質詢
2022年4月，澳門立法會直選議員林宇滔對皇朝區兩座辦公大樓興建發表意見，引述居民指出：政府通過興建辦公大樓，減少巨額的政府部門租金開支方向正確，但目前皇朝區僅剩的未發展土地極為有限，政府在興建辦公大樓的同時應增設基本民生設施去回應區內居民的訴求。事實上，皇朝區於過去20至30年發展變遷成為澳門重要的商業區，並有數以萬計的居民遷入居住，區內社區設施規劃明顯未能跟上發展步伐。例如區內缺乏衛生中心，目前新口岸及皇朝區居民只能到塔石衛生中心尋求初級衛生保健服務，塔石衛生中心面積有限，加上該衛生中心的服務範圍橫跨澳門半島的中區和東南區，服務人口眾多，實在有必要在新口岸及皇朝區利用閒置土地增建衛生中心，回應當區居民的需要。以澳門凱旋門土地為例，如規劃作街市用途，但政府在2003年將該地段用作發展私人住宅及酒店，他建議該辦公大樓內仿傚石排灣綜合社區大樓增設鮮活食品的乾式街市，讓該區居民不用「跨區買餸」。另外他更提出書面質詢，其中一條指能否在皇朝區公共辦公大樓內增設衛生中心、政府綜合服務中心、公共停車場，甚至乾式街市或有鮮活食品出售的超市，方便該區居民和上班族使用？
2022年5月21日，公共建設局回覆直選議員林宇滔的書面質詢，指12地段與25地段公共辦公大樓項目，根據已發出的規劃條件圖，該兩幅地段用途為寫字樓的政府設施，故此衛生中心、公共停車場、乾式街市或鮮活食品超市不屬規劃條件用途；至於是否設置政府綜合服務中心將由使用部門作出規劃。衛生局回覆書面質詢時沒提到會否在皇朝區設立街生中心，但表示為配合社會發展的需要，衛生局積極推進《完善醫療系統建設方案》內各項醫療設施的興建、擴建及重建工作。

## 外部連結
- 公共建設局-外港新填海區12地段公共辦公大樓建造工程 - 基礎及地庫 （页面存档备份，存于）
- 外港新填海區12地段公共辦公大樓建造工程 - 上蓋工程